# Bukovce
Bukovce (ungarisch Bukóc) ist eine Gemeinde in der nordöstlichen Slowakei.

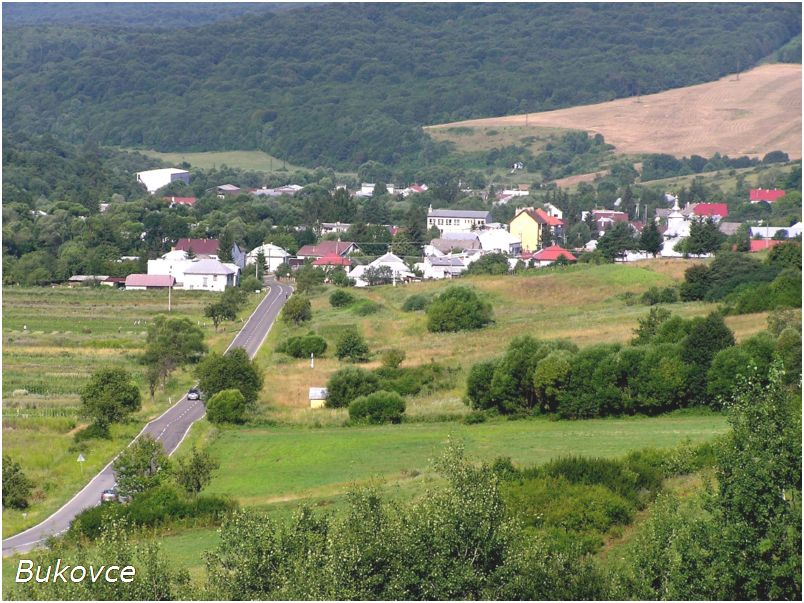
Blick auf Bukovce

Die Bevölkerung der Gemeinde besteht zu fast 92 % aus Slowaken, ca. 6 % sind Ruthenen. 92 % der Einwohner gaben als Konfession Griechisch-katholisch an.

## Lage
Der Ort liegt etwa neun Kilometer nordöstlich von Stropkov im Tal der Chotčianka, einem linken Nebenfluss der oberen Ondava. Das Gebiet um Bukovce gehört zum Ondauer Bergland (Ondavská vrchovina), das den südwestlichen Teil der Niederen Beskiden bildet und im Osten in das Labortzer Bergland (Laborecká vrchovina) übergeht.

## Geschichte
Der Ort wurde 1379 zum ersten Mal schriftlich als Bokoch erwähnt und war bis 1964 verwaltungstechnisch in Veľké Bukovce und Malé Bukovce geteilt. Bis 1881 lag der Ort Veľké Bukovce im Komitat Sáros, während Malé Bukovce im Komitat Semplin lag, danach kam Veľké Bukovce auch zum Komitat Zemplén. Bis zum Friedensvertrag von Trianon gehörten die Orte zum Königreich Ungarn, danach kamen sie als Šarišské Bukovce und Zemplínske Bukovce zur neu entstandenen Tschechoslowakei.

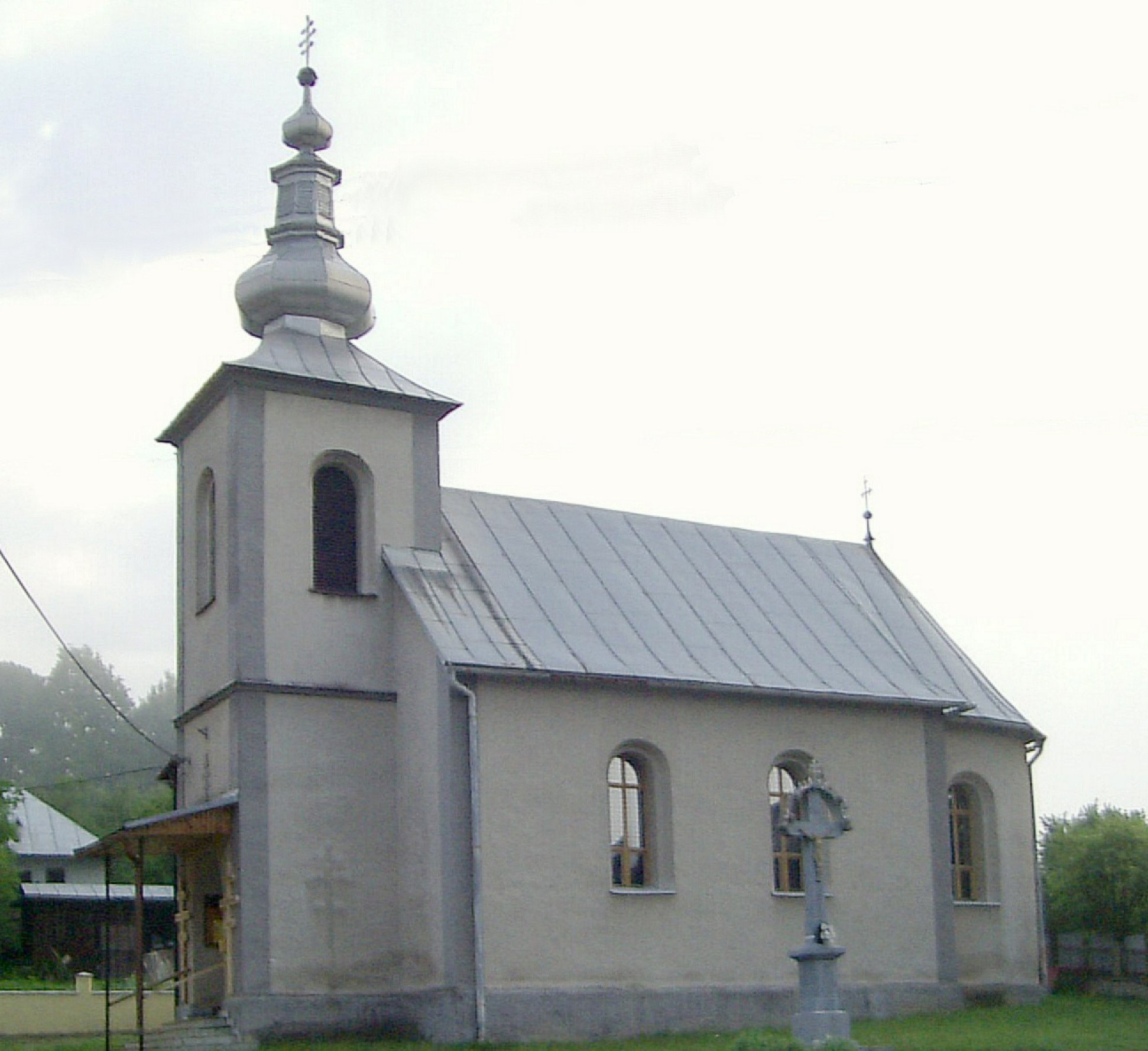
Griechisch-katholische Kirche in Bukovce

## Bevölkerung
| Jahr:                | 1994. | 2004.    | 2014.   | 2024.   |
| -------------------- | ----- | -------- | ------- | ------- |
| Anzahl der Personen: | 489   | 562      | 535     | 554     |
| Unterschied:         |       | +14,92 % | -4,80 % | +3,55 % |

| Jahr:                | 2023. | 2024.   |
| -------------------- | ----- | ------- |
| Anzahl der Personen: | 550   | 554     |
| Unterschied:         |       | +0,72 % |